# Montecristo, Colombia
Montecristo är en ort i Colombia.   Den ligger i departementet Bolívar, i den norra delen av landet, 400 km norr om huvudstaden Bogotá. Montecristo ligger 84 meter över havet och antalet invånare är 5 608. Den ligger vid sjöarna  Ciénaga Grande och Ciénaga la Bartola.
Terrängen runt Montecristo är kuperad åt nordost, men åt sydväst är den platt. Terrängen runt Montecristo sluttar västerut. Runt Montecristo är det glesbefolkat, med 9 invånare per kvadratkilometer. Det finns inga andra samhällen i närheten. Omgivningarna runt Montecristo är en mosaik av jordbruksmark och naturlig växtlighet.